# Royaume-Uni au Concours Eurovision de la chanson 1986
Le Royaume-Uni était représenté au Concours Eurovision de la Chanson 1986 par le groupe Ryder avec la chanson "Runner in the Night". Il a été choisi dans le cadre du processus de sélection nationale dans l'émission A Song for Europe et s'est classé septième à l'Eurovision, recevant 72 points.

## Sélection

### A Song for Europe 1986
L'émission télévisée A Song for Europe a de nouveau été utilisée pour sélectionner la candidature britannique, comme elle l'avait fait depuis les débuts du Royaume-Uni au Concours en 1957.

#### Finale
La finale a eu lieu le 2 avril 1986 au BBC Television Center de Londres, dans le Studio 1 et a été animée par Terry Wogan. L'Orchestre de concert de la BBC (en) sous la direction de sous la direction de Ronnie Hazlehurst en tant que chef d'orchestre, a accompagné tout sauf la chanson gagnante, mais malgré le fait qu'il se soit produit en direct, l'orchestre était hors écran, derrière le plateau. La règle introduite en 1984 interdisant la participation de groupes ou d'actes « conçus pour l'Eurovision » a été abrogée. Au total, 335 candidatures ont été reçues et réduites aux huit finales par divers experts de l'industrie musicale.
Le chanteur principal du groupe « Palace » était Michael Palace, anciennement connu sous le nom de Dan Duskey. Duskey avait représenté l'Irlande au Concours Eurovision de la chanson 1982 en tant que The Duskeys et est ainsi devenu le premier artiste de l'Eurovision à avoir participé au concours pour un autre pays, avant de tenter de représenter le Royaume-Uni. Le groupe « Jump » était dirigé par Peter Beckett et David Ian. Beckett avait participé au précédent A Song for Europe 1985 et Ian avait été membre du groupe 'First Division' en 1984, sous le nom de David Lane. La chanson « Jump » a été écrite par l'éternel auteur-compositeur britannique Paul Curtis, son 19e finaliste britannique.
Le spectacle a été ouvert par les gagnants de l'Eurovision de 1985, Bobbysocks, qui ont chanté "Let It Swing", la version anglaise de leur chanson gagnante "La det swinge". Ils ont été rejoints sur scène par un grand nombre de danseurs, chorégraphiés par Anthony van Laast. Le duo allait également chanter leur tout nouveau single "Waiting for the Morning", mais les producteurs ont finalement décidé d'annuler cette partie du projet et les deux membres du groupe ont été interviewés par Terry Wogan pendant l'entracte.
Le résultat a été déterminé par 11 jurys régionaux situés à Leeds, Newcastle, Plymouth, Birmingham, Cardiff, Manchester, Belfast, Glasgow, Londres, Norwich et Bristol. Chaque région du jury a attribué 15, 12, 10, 9, 8, 7, 6 et 5 points aux chansons. Le tableau d'affichage, en raison d'un problème technique, a été mal réglé lors de la diffusion et les décomptes finaux affichés à l'écran ne correspondaient pas aux scores annoncés à l'antenne.
La chanson gagnante était "Runner in the Night", interprétée par le groupe Ryder, composée par Brian Wade, avec des paroles écrites par Maureen Darbyshire .
| Ordre | Artiste       | Chanson                  | Auteur(s) compositeur(s)                  | Points | Place |
| ----- | ------------- | ------------------------ | ----------------------------------------- | ------ | ----- |
| 1     | Vanity Fare   | "Dreamer"                | Valerie Murtagh Avon                      | 99     | 3     |
| 2     | Palace        | "Dancing with You Again" | Peter Mason                               | 91     | 4     |
| 3     | Colin Heywood | "No Easy Way to Love"    | Tony Hiller, Stewart James, Bradley James | 80     | 6     |
| 4     | Chad Brown    | "I'm Sorry"              | Paul Griggs                               | 78     | 7     |
| 5     | Kenny Charles | "Tongue-Tied"            | Jimmy Scott                               | 86     | 5     |
| 6     | Ryder         | "Runner in the Night"    | Brian Wade, Maureen Darbyshire            | 145    | 1     |
| 7     | Jump          | "Don't Hang Up on Love"  | Paul Curtis, Graham Sacher                | 137    | 2     |
| 8     | Future        | "War of the Roses"       | Gary Osborne, Johnny Warman               | 76     | 8     |

| Votes détaillés du jurys | Votes détaillés du jurys | Votes détaillés du jurys | Votes détaillés du jurys | Votes détaillés du jurys | Votes détaillés du jurys | Votes détaillés du jurys | Votes détaillés du jurys | Votes détaillés du jurys | Votes détaillés du jurys | Votes détaillés du jurys | Votes détaillés du jurys | Votes détaillés du jurys | Votes détaillés du jurys |
| Ordre                    | Chanson                  | Birmingham               | Manchester               | Bristol                  | Norwich                  | Newcastle                | Cardiff                  | Londres                  | Leeds                    | Glasgow                  | Plymouth                 | Belfast                  | Total score              |
| ------------------------ | ------------------------ | ------------------------ | ------------------------ | ------------------------ | ------------------------ | ------------------------ | ------------------------ | ------------------------ | ------------------------ | ------------------------ | ------------------------ | ------------------------ | ------------------------ |
| 1                        | "Dreamer"                | 6                        | 12                       | 5                        | 6                        | 10                       | 12                       | 7                        | 9                        | 15                       | 10                       | 7                        | 99                       |
| 2                        | "Dancing with You Again" | 5                        | 7                        | 6                        | 7                        | 6                        | 7                        | 15                       | 10                       | 9                        | 9                        | 10                       | 91                       |
| 3                        | "No Easy Way to Love"    | 7                        | 6                        | 7                        | 9                        | 9                        | 8                        | 5                        | 7                        | 7                        | 6                        | 9                        | 80                       |
| 4                        | "I'm Sorry"              | 8                        | 9                        | 8                        | 8                        | 8                        | 5                        | 6                        | 6                        | 5                        | 7                        | 8                        | 78                       |
| 5                        | "Tongue-Tied"            | 9                        | 8                        | 10                       | 10                       | 7                        | 6                        | 8                        | 8                        | 6                        | 8                        | 6                        | 86                       |
| 6                        | "Runner in the Night"    | 15                       | 15                       | 15                       | 15                       | 12                       | 10                       | 12                       | 12                       | 12                       | 15                       | 12                       | 145                      |
| 7                        | "Don't Hang Up on Love"  | 12                       | 10                       | 12                       | 12                       | 15                       | 15                       | 9                        | 15                       | 10                       | 12                       | 15                       | 137                      |
| 8                        | "War of the Roses"       | 10                       | 5                        | 9                        | 5                        | 5                        | 9                        | 10                       | 5                        | 8                        | 5                        | 5                        | 76                       |

| Porte-parole du jury | Porte-parole du jury |
| Jury                 | Porte-parole         |
| -------------------- | -------------------- |
| Birmingham           | Paul Coia            |
| Manchester           | John Mundy           |
| Bristol              | Angela Rippon        |
| Norwich              | David Clayton        |
| Newcastle            | Mike Neville         |
| Cardiff              | Maureen Staffer      |
| Londres              | Colin Berry          |
| Leeds                | Linda Dryburgh-Smith |
| Glasgow              | Dougie Donnelly      |
| Plymouth             | Christopher Slade    |
| Belfast              | Rose Neill           |

### Discographie britannique
- Vanity Fare - Dreamer: Polydor POSP789.
- Palace - Dancing with You Again: Roxy! TEASE1.
- Colin Heywood - No Easy Way to Love: Spartan SP135.
- Chad Brown - I'm Sorry: Arista/Bonaire BON2.
- Kenny Charles - Tongue-Tied: MCA MCA1044 (7" Single)/MCAT1044 (12" Single).
- Ryder - Runner in the Night: Virgin/10 TEN1.
- Jump - Don't Hang Up On Love: Magnet MAG293.
- Future - War Of The Roses: Virgin/10 TEN119.

## À l'Eurovision
Ryder performed fifth on the night of the Contest, following Norway and preceding Iceland. At the close of the voting the song had received 72 points, placing 7th in a field of 20 competing countries.
Terry Wogan  a de nouveau fourni le commentaire télévisé sur BBC 1. BBC Radio 2 a également repris la diffusion du concours, avec les commentaires de Ray Moore. Colin Berry a été le porte-parole du jury britannique.
Les membres du jury britannique comprenaient Mr. T Abraham, Mr. A Brown, Miss M Chapman, David Elder, Mrs. M Heathcote, Mr. P Jenkinson, Sue Lloyd, Mrs. T O'Shea, Quentin Smith, Gary Speirs and Miss C White.

### Vote
| Score     | Pays                                   |
| --------- | -------------------------------------- |
| 12 points |                                        |
| 10 points | - Finlande - France                    |
| 8 points  | - Danemark - Suède                     |
| 7 points  |                                        |
| 6 points  | - Norvège - Turquie                    |
| 5 points  | Allemagne                              |
| 4 points  | - Luxembourg - Suisse                  |
| 3 points  | Autriche                               |
| 2 points  | - Chypre - Israël - Portugal - Espagne |
| 1 point   |                                        |

| Score     | Pays        |
| --------- | ----------- |
| 12 points | Allemagne   |
| 10 points | Belgique    |
| 8 points  | Luxembourg  |
| 7 points  | Yougoslavie |
| 6 points  | Danemark    |
| 5 points  | Suisse      |
| 4 points  | Portugal    |
| 3 points  | Suède       |
| 2 points  | Turquie     |
| 1 point   | Espagne     |